# RAGT Semences

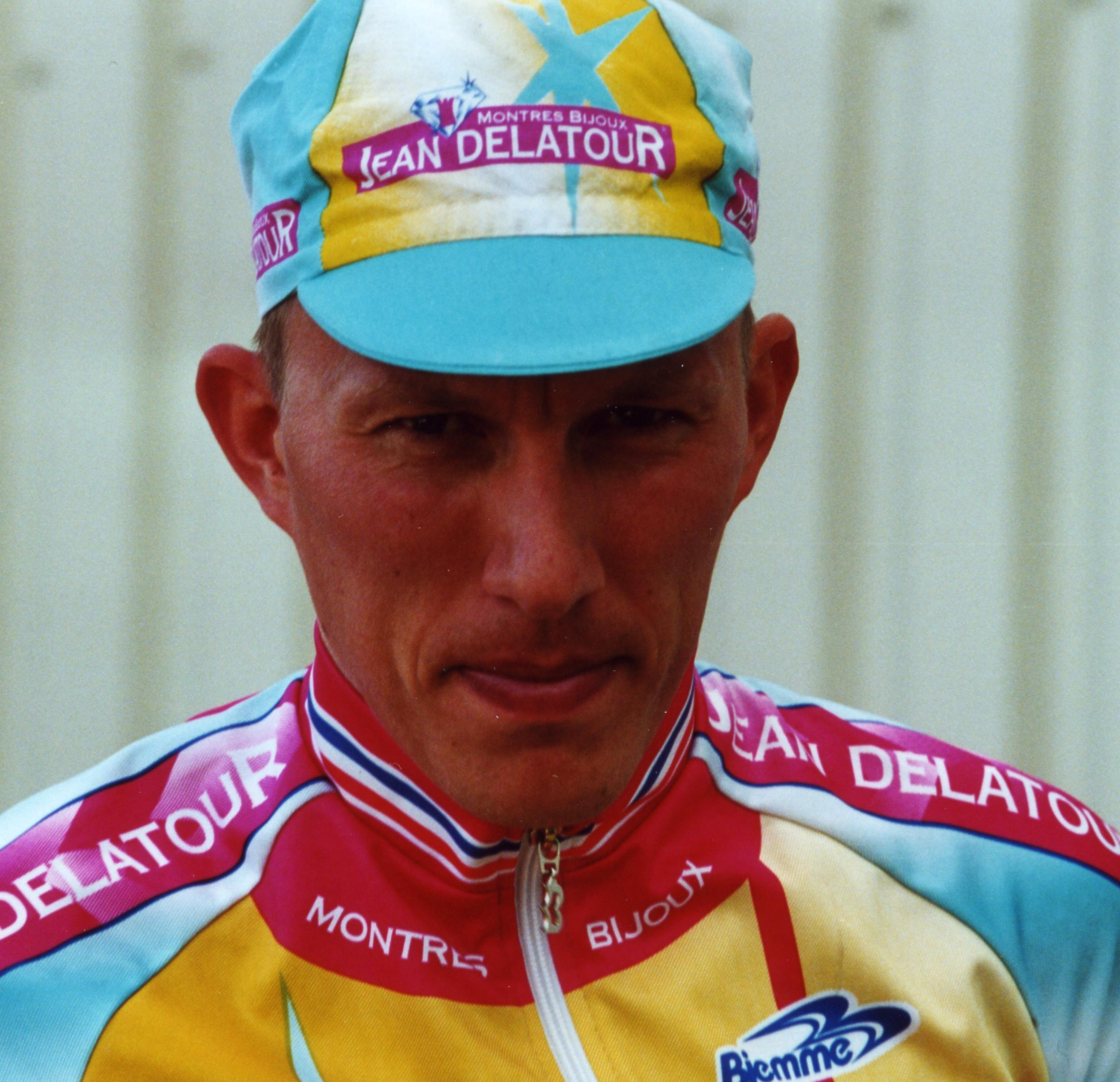
Eddy Seigneur, amb el mallot de Jean Delatour l'any 2000

L'equip RAGT Semences, conegut anteriorment com a Jean Delatour, va ser un equip ciclista professional francès que va competir del 2000 al 2005. L'últim any va tenir categoria continental professional. Va participar quatre cops al Tour de França, i una vegada a la Volta a Espanya.

## Principals resultats
- À travers le Morbihan: Patrice Halgand (2000), Laurent Lefèvre (2002)
- Tour del Llemosí: Patrice Halgand (2000, 2002)
- París-Bourges: Laurent Brochard (2000)
- Trofeu dels Escaladors: Patrice Halgand (2000)
- Ruta Adélie de Vitré: Laurent Brochard (2000), Sébastien Joly (2003)
- Copa de França de ciclisme: Patrice Halgand (2000), Laurent Brochard (2001)
- París-Camembert: Laurent Brochard (2001)
- Tour de l'Ain: Ivailo Gabrovski (2001)
- Tour del Doubs: Eddy Lembo (2001), Frédéric Finot (2002)
- Regio-Tour: Patrice Halgand (2001), Laurent Brochard (2002)
- Boucles de l'Aulne: Patrice Halgand (2001), Frédéric Finot (2004)
- Volta a Polònia: Laurent Brochard (2002)
- Tour de Normandia: Samuel Dumoulin (2003)
- Tro Bro Leon: Samuel Dumoulin (2003)
- Tour de l'Avenir: Sylvain Calzati (2004)
- Duo Normand: Eddy Seigneur i Frédéric Finot (2004)

### Campionats nacionals
- Campionat de França en contrarellotge (4): Francisque Teyssier (2000), Eddy Seigneur (2002, 2003, 2004)
- Campionat de Bulgària en contrarellotge (1): Ivailo Gabrovski (2001)
- Campionat de Bulgària en ruta (1): Ivailo Gabrovski (2002)

### A les grans voltes
- Tour de França
  - 4 participacions (2001, 2002, 2003, 2004)
  - 2 victòries d'etapa:
    - 1 el 2002: Patrice Halgand
    - 1 el 2003: Jean-Patrick Nazon

  - 0 classificació finals:
  - 0 classificacions secundàries:

- Volta a Espanya
  - 1 participacions (2000)
  - 0 victòries d'etapa:
  - 0 classificació finals:
  - 0 classificacions secundàries:

- Giro d'Itàlia
  - 0 participacions

## Classificacions UCI
Fins al 1998 els equips ciclistes es trobaven classificats dins l'UCI en una única categoria. El 1999 la classificació UCI per equips es dividí entre GSI, GSII i GSIII. D'acord amb aquesta classificació els Grups Esportius I són la primera categoria dels equips ciclistes professionals. La següent classificació estableix la posició de l'equip en finalitzar la temporada.
| Temporada | Classificació per equips | Millor ciclista en la classificació individual |
| --------- | ------------------------ | ---------------------------------------------- |
| 2000      | 4t (GSII)                | Laurent Brochard (24è)                         |
| 2001      | 3r (GSII)                | Patrice Halgand (44è)                          |
| 2002      | 23è                      | Laurent Brochard (25è)                         |
| 2003      | 25è                      | Patrice Halgand (71è)                          |
| 2004      | 30è                      | Frédéric Finot (356è)                          |

UCI Europa Tour
| Temporada | Classificació per equips | Millor ciclista en la classificació individual |
| --------- | ------------------------ | ---------------------------------------------- |
| 2005      | 34è                      | Christophe Rinero (133è)                       |